# Neothoracocotyle acanthocybii
Neothoracocotyle acanthocybii är en plattmaskart. Neothoracocotyle acanthocybii ingår i släktet Neothoracocotyle och familjen Gastrocotylidae. Inga underarter finns listade i Catalogue of Life.